# Dark web
Het dark web is een onderdeel van het wereldwijde web dat niet rechtstreeks vindbaar is voor de zoekmachines. 
Slechts een deel van alle websites die zich op het web bevinden, kan worden gevonden door zoekrobots. Naast deze geïndexeerde websites zijn er namelijk ook websites die niet geïndexeerd zijn, maar wel rechtstreeks toegankelijk zijn zolang men de exacte url weet. Het kan hier gaan over gevoelige informatie of bijvoorbeeld overheidsdocumenten, waarvan men wil dat ze niet gemakkelijk te vinden zijn voor onbevoegden. Deze niet-geïndexeerde websites bevinden zich in het zogeheten deep web. Het dark web is hier een onderdeel van, alleen is dit onderdeel van het web niet rechtstreeks toegankelijk. Er is speciale software noodzakelijk die de gebruiker anonimiteit verschaft, zoals Tor, I2P of Freenet.
De meeste activiteiten en informatie op het dark web draaien om illegale handel van goederen en diensten, maar niet alle. Met het dark web kunnen bijvoorbeeld ook journalisten, mensenrechtenactivisten, dissidenten en klokkenluiders anoniem blijven wanneer zij hun werk uitvoeren.

## Onderdelen van het dark web
Het Dark Web is, gezien de activiteiten die hier plaatsvinden, grofweg in te delen in de volgende onderdelen:

### Verborgen websites
Verborgen websites binnen het Tor-netwerk hebben een domeinnaam die eindigt op .onion. Naar schatting tekenen deze websites voor 1,5% van het totale verkeer binnen het hele Tor-netwerk. Volgens de BBC zijn deze sites voornamelijk opgezet met als doel het faciliteren van illegale handel en misbruik.  Daarnaast zijn er ook enkele klokkenluider-sites en sites met betrekking tot botnet-operaties.

#### Verborgen index
.onion-adressen kunnen door zoekmachines niet vanzelf gevonden worden. Onder de naam 'The Hidden Wiki' bestaat een verzameling van links naar deze websites, voor zover de betreffende beheerder of gebruikers die daar bekend heeft gemaakt. Dit is lang niet altijd het geval. Hierdoor zijn veel verborgen websites enkel op uitnodiging toegankelijk.

### Botnet
Met een bot als malware kan een hacker de controle van een besmet apparaat zoals een computer overnemen, vaak zonder dat de eigenaar dit weet. Deze besmette apparaten maken samen onderdeel uit van een groot netwerk van besmette computers, dat een botnet wordt genoemd. Dit botnet kan door de hacker worden ingezet voor bijvoorbeeld het verzenden van spam of het uitvoeren van een DDOS-aanval.

### Zwarte markt
De zwarte markt op het donkere web betreft illegale diensten en middelen. Er worden (grondstoffen voor) drugs, wapens, creditcardgegevens en PayPal-accountgegevens te koop aangeboden, naast illegale diensten zoals hacking en huurmoord. Deze diensten en middelen worden in de regel betaald via lastig te traceren cryptovaluta, zoals bitcoins. 